# 94,3 rs2
Pour les articles homonymes, voir RS2.
94,3 rs2 est une radio privée régionale de Berlin et du Brandebourg.

## Histoire
Dans le cadre de la restructuration du paysage audiovisuel après la réunification allemande, la deuxième fréquence du RIAS devient 94,3 rs2. En juin 1992, la radio est privatisée et achetée par Peter Schiwy, ancien directeur de la NDR, à hauteur de 44%.
94,3 rs2 est un média partenaire officiel du Hertha BSC Berlin.
94,3 rs2 se trouve aujourd'hui dans le Schloss à Berlin, dans le quartier de Steglitz ainsi que Berliner Rundfunk 91.4 et 98.8 Kiss FM.

## Programme
Elle diffuse essentiellement de la musique pop des années 1980 à aujourd'hui.

### Source de la traduction
- (de) Cet article est partiellement ou en totalité issu de l’article de Wikipédia en allemand intitulé « 94,3 rs2 » (voir la liste des auteurs).